# Émile Moreau (homme politique québécois)
Pour les articles homonymes, voir Émile Moreau et Moreau.
Émile Moreau, né le 20 juin 1877 à Saint-Cyrille-de-Lessard et mort le 28 janvier 1959 à Québec, est un homme politique québécois.